# سی فورث، نیو ساوت ولز
سی فورث (به انگلیسی: Seaforth) یک حومه شهر در استرالیا است که در نیو ساوت ولز واقع شده‌است.